# Racing de Ferrol
Racing de Ferrol is een Spaanse voetbalclub. Thuisstadion is het A Malata in Ferrol in de provincie A Coruña. Het team speelt sinds 2023 terug in de Segunda División A.

## Historie
Racing de Ferrol speelt al sinds de jaren dertig onafgebroken in de professionele voetbalcompetities in Spanje. In de beginjaren voornamelijk in de Segunda División, vanaf begin jaren 80 schippert de club tussen de Tercera División en Segunda División A heen en weer via de Segunda División B. De hoogste klassering die de club ooit heeft bereikt was een tweede plaats in het seizoen 1939/40. In 2007 keerde Racing de Ferrol terug in de Segunda División A na in de finale van de play-offs te hebben gewonnen van Alicante CF. Een jaar later degradeerde de club weer naar de Segunda B. In 2010 eindigde Racing de Ferrol op de negentiende plaats en degradeerde naar de Tercera División.  In 2013 werd de ploeg kampioen en werd zo de verloren plaats in Segunda B weer terug gewonnen.  Ze werd in 2018 weer verloren, maar onmiddellijk in 2019 als kampioen weer terug gewonnen.
Tijdens het overgangsjaar van de Segunda B 2020/21 kon de ploeg een plaats op het nieuwe derde niveau van het Spaanse voetbal, de Primera División RFEF, afdwingen.  Tijdens het eerste seizoen in deze nieuwe competitie eindigde de ploeg derde, wat een deelname in de eindronde opbracht.  Tijdens de eerste ronde bleek Gimnàstic de Tarragona met 1-0 te sterk te zijn.
Het seizoen 2022/23 werd de ploeg kampioen en kon zo vanaf seizoen 2023/24 weer deelnemen aan het professionele voetbal.
In 1939 haalde de club de finale van de Spaanse beker, destijds de Copa Generalísimo geheten. De editie van destijds was open voor slechts dertien clubs. Racing de Ferrol mocht deelnemen omdat de club uit de geboortestad kwam van dictator Francisco Franco.
De club is ondanks haar jarenlange aanwezigheid in het Spaanse profvoetbal nog nooit uitgekomen in de Primera División.

## Gewonnen prijzen
- Primera Federación: 2022/23
- Segunda División B: 1977/78 en 1994/95
- Tercera División: 1929/30, 1931/32, 1943/44, 1960/61, 1962/63, 1964/65, 1965/66, 1987/88, 1991/92, 2012/13, 2018/19
- Kampioenschap van Galicië: 1928/29, 1937/38 en 1938/39
- Finalist Copa Generalísimo: 1938/1939

## Eindklasseringen
- 1940 2e
Segunda División
- 1941 4e
Segunda División
- 1942 3e
Segunda División
- 1943 6e
Segunda División
- 1944 1e
Tercera División
- 1945 10e
Segunda División
- 1946 7e
Segunda División
- 1947 10e
Segunda División
- 1948 3e
Segunda División
- 1949 14e
Segunda División
- 1950 12e
Segunda División
- 1951 8e
Segunda División
- 1952 3e
Segunda División
- 1953 9e
Segunda División
- 1954 8e
Segunda División
- 1955 12e
Segunda División
- 1956 6e
Segunda División
- 1957 16e
Segunda División
- 1958 12e
Segunda División
- 1959 10e
Segunda División
- 1960 16e
Segunda División
- 1961 1e
Tercera División
- 1962 2e
Tercera División
- 1963 1e
Tercera División
- 1964 3e
Tercera División
- 1965 1e
Tercera División
- 1966 1e
Tercera División
- 1967 7e
Segunda División
- 1968 7e
Segunda División
- 1969 4e
Segunda División
- 1970 10e
Segunda División
- 1971 8e
Segunda División
- 1972 18e
Segunda División
- 1973 9e
Tercera División
- 1974 4e
Tercera División
- 1975 3e
Tercera División
- 1976 9e
Tercera División
- 1977 6e
Tercera División
- 1978 1e
Segunda División B
- 1979 20e
Segunda División
- 1980 16e
Segunda División B
- 1981 11e
Segunda División B
- 1982 17e
Segunda División B
- 1983 9e
Segunda División B
- 1984 20e
Segunda División B
- 1985 3e
Tercera División
- 1986 8e
Tercera División
- 1987 17e
Tercera División
- 1988 1e
Tercera División
- 1989 13e
Segunda División B
- 1990 17e
Segunda División B
- 1991 5e
Tercera División
- 1992 1e
Tercera División
- 1993 12e
Segunda División B
- 1994 13e
Segunda División B
- 1995 1e
Segunda División B
- 1996 2e
Segunda División B
- 1997 7e
Segunda División B
- 1998 5e
Segunda División B
- 1999 4e
Segunda División B
- 2000 3e
Segunda División B
- 2001 16e
Segunda División
- 2002 9e
Segunda División
- 2003 20e
Segunda División
- 2004 2e
Segunda División B
- 2005 16e
Segunda División
- 2006 20e
Segunda División
- 2007 3e
Segunda División B
- 2008 19e
Segunda División
- 2009 7e
Segunda División B
- 2010 19e
Segunda División B
- 2011 2e
Tercera División
- 2012 8e
Tercera División
- 2013 1e
Tercera División
- 2014 3e
Segunda División B
- 2015 3e
Segunda División B
- 2016 2e
Segunda División B
- 2017 17e
Segunda División B
- 2018 18e
Segunda División B
- 2019 1e
Tercera División
- 2020 11e
Segunda División B
- 2021 5e
Segunda División B
- 2022 3e
Primera Federación
- 2023 1e
Primera Federación
- 2024 10e
Segunda División
- 2025 21e
Segunda División

- Segunda División
- Primera Federación
- Segunda División B
- Tercera Federación

## Bekende spelers
- Prince Asubonteng
- Bébé
- Ludovic Delporte
- Kaba Diawara
- Nenad Grozdić
- Rubén Martínez Andrade
- Nacho Novo
- Jesús Olmo
- Moisés Pereiro Pérez
- Dwight Pezzarossi
- Andrejs Prohorenkovs
- Ante Razov

Grupo 1:
Amorebieta .
Andorra .
Arenteiro ·
Barakaldo . 
FC Barcelona Atlètic ·
Bilbao Athletic .
Celta B ·
Irun ·
Cultural Leonesa ·
Lugo ·
Osasuna B ·
Ourense CF .
Ponferrada ·
Segovia .
Sestao River ·
Real Sociedad B ·
Tarragona ·
Tarazona ·
Salamanca .
Zamora CF

Grupo 2:
Alcorcón .
Alcoyano ·
Algeciras ·
Antequera ·
Atlético Madrid B ·
Atlético Sanluqueño ·
Real Betis B .
Ceuta ·
Fuenlabrada ·
Hércules Alicante .
Ibiza ·
Intercity ·
Marbella ·
Mérida ·
Murcia ·
Real Madrid Castilla ·
Recreativo Huelva ·
FC Sevilla B .
Villarreal B .
Yecla